# Senegal na Zimowych Igrzyskach Olimpijskich 2006
Senegal na Zimowych Igrzyskach Olimpijskich 2006 reprezentował jeden zawodnik – Leyti Seck, który był chorążym ekipy.

## Sportowcy

### Narciarstwo alpejskie
- Leyti Seck

Slalom Gigant Mężczyzn
1. przejazd – nie dostał się do finału
Slalom Mężczyzn
DNF
Supergigant Mężczyzn
Finał – 1:42.87 (55. Miejsce)